# Rsavci
Rsavci (cyr. Рсавци) – wieś w Serbii, w okręgu raskim, w gminie Vrnjačka Banja. W 2011 roku liczyła 334 mieszkańców.